# Lycosa frigens
Lycosa frigens este o specie de păianjeni din genul Lycosa, familia Lycosidae. A fost descrisă pentru prima dată de Kulczynski, 1916. Conform Catalogue of Life specia Lycosa frigens nu are subspecii cunoscute.